# Bembecia pagesi
Bembecia pagesi is een vlinder uit de familie wespvlinders (Sesiidae), onderfamilie Sesiinae.
Bembecia pagesi is voor het eerst wetenschappelijk beschreven door Toševski in 1993. De soort komt voor in het Palearctisch gebied.